# Paweł Biedka
Paweł Biedka (ur. 14 stycznia 1868 w Jasienicy, zm. 2 maja 1930 w Sanoku) – polski doktor praw, adwokat, burmistrz Sanoka, podporucznik rezerwy piechoty C.K. Armii i Wojska Polskiego, działacz społeczny.

## Życiorys

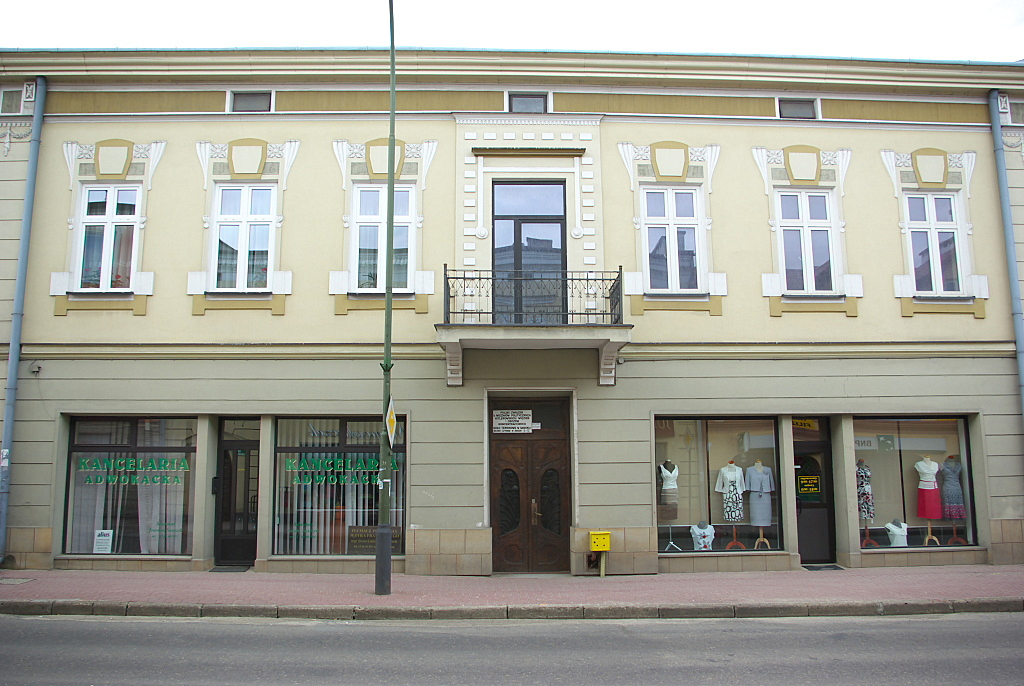
Kamienica przy ulicy Jagiellońskiej 4 w Sanoku

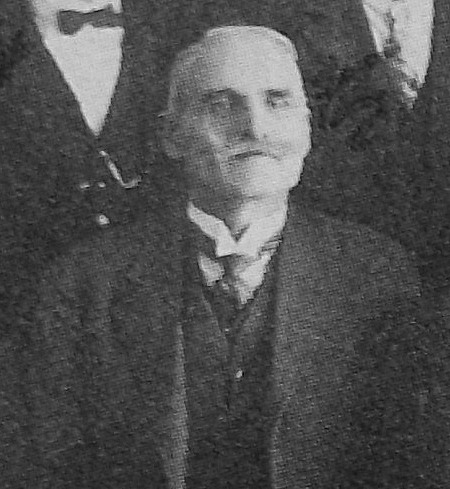
Paweł Biedka (1929)

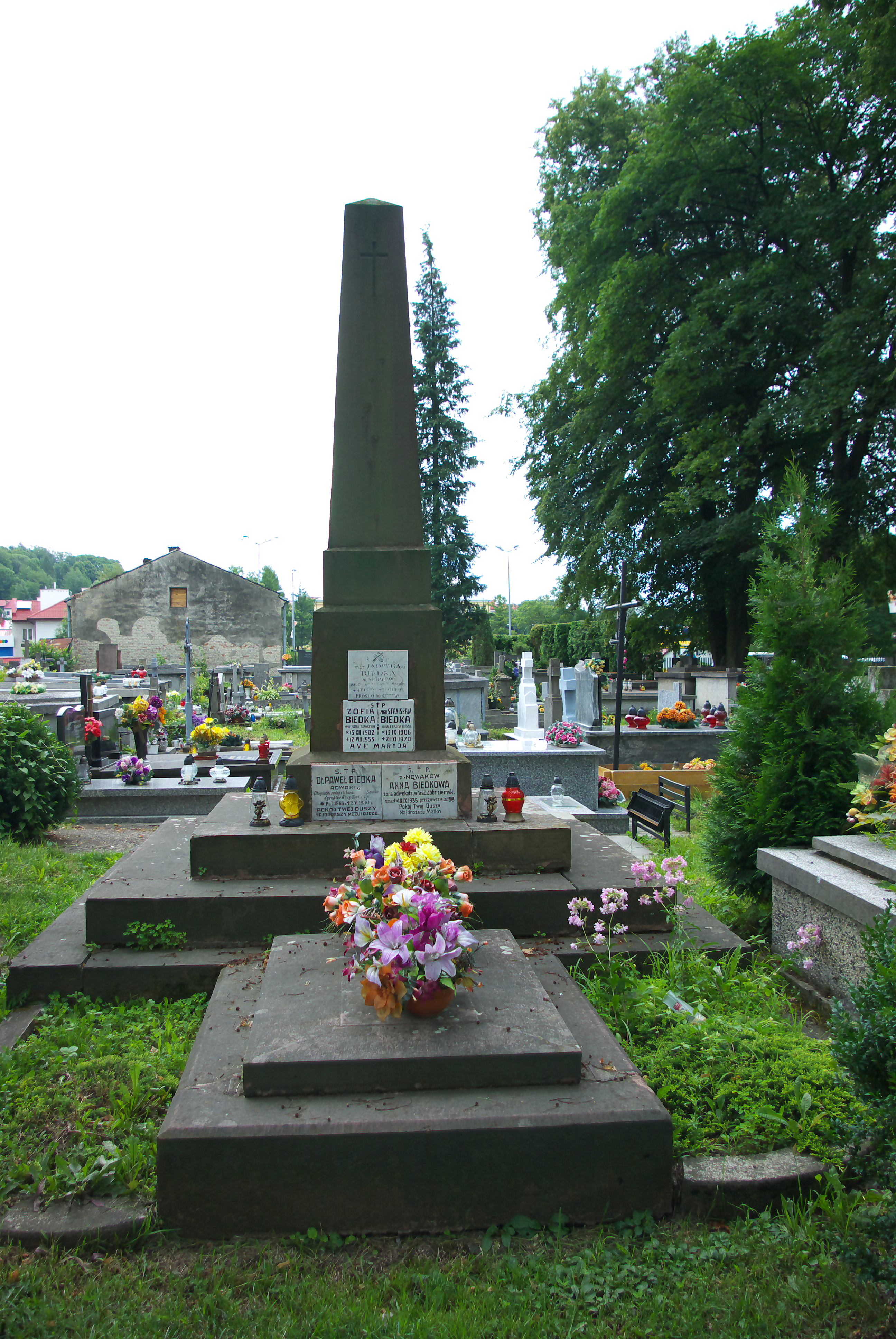
Grobowiec rodziny Biedka

Urodził się 14 stycznia 1868 w Jasienicy jako syn Sebastiana i Katarzyny z domu Śnieżek. Kształcił się w C.K. I Gimnazjum Miejskim w Rzeszowie, gdzie w 1888 zdał egzamin dojrzałości (jego wychowawcą był prof. Józef Winkowski, a kolegą w klasie był m.in. Jerzy Michalski). Został absolwentem studiów prawniczych na Wydziale Prawa Uniwersytetu Franciszkańskiego we Lwowie.
Będąc kandydatem adwokackim w Chrzanowie pod koniec 1896 uzyskał stopień doktora praw na Uniwersytecie Jagiellońskim. Pracował w rzeszowskich kancelariach prawniczych. Około 1899/1900 był auskultantem w C.K. Wyższym Sądzie Krajowym w Krakowie. 5 maja 1900 został mianowany adiunktem sądowym dla Przeworska.
Równolegle był wojskowym C.K. Armii. Został mianowany kadetem piechoty w rezerwie z dniem 1 stycznia 1890, następnie awansowany na stopień podporucznika piechoty w rezerwie z dniem 1 maja 1891. Od około 1890 do około 1898 był żołnierzem rezerwy 40 pułku piechoty w Rzeszowie. Następnie został zweryfikowany w stopniu podporucznika w grupie nieaktywnych w c. k. obronie krajowej. Około 1899/1900 był przydzielony do 16 pułku piechoty obrony krajowej z Krakowa. Przed 1900 został odznaczony austro-węgierskim Brązowym Medalem Jubileuszowym Pamiątkowym dla Sił Zbrojnych i Żandarmerii.
23 listopada 1901 poślubił Annę Zofię z domu Nowak (ur. 1879, córka Julii i Stanisława Nowaków z Olchowiec; świadkami na ślubie byli sanoccy profesorowie gimnazjalni Roman Vetulani i Adam Pytel), po czym oboje przeprowadzili się do Sanoka. Mieli kilkoro dzieci (z których dwoje zmarło w wieku dziecięcym): córki Zofię Jadwigę, profesorkę gimnazjum (1902-1955), Wisławę (zm. 13 czerwca 1914 mając 11 lat), Janinę Annę (ur. 1913, magister prawa, od 1945 zamężna z prokuratorem Tadeuszem Konstantym Walciszewskim) oraz synów Stanisława Pawła, radcę prawnego (1906-1970) i Bolesława (zm. 1916 mając siedem lat). 18 lipca 1901 Paweł Biedka został wpisany na listę adwokatów przez Wydział Izby Adwokatów w Przemyślu. Od 1901 do końca życia prowadził kancelarię adwokacką w Sanoku. W Sanoku posiadał dwa sklepy. Od około 1901 pracował jako adwokat przy C.K. Sądzie Obwodowym w Sanoku. W 1904 został wybrany jednym z dyrektorów Towarzystwa Kasy Zaliczkowej w Sanoku na okres sześciu lat. Przy C.K. Sądzie Obwodowym w Sanoku został wybrany przysięgłym zastępcą na rok 1913. Jego własnością była kamienica pod obecnym adresem ulicy Jagiellońskiej 4 (do początku lat 30. pod numerem 55).
Został działaczem ruchu narodowo-demokratycznego (wraz z nim m.in. Adam Pytel, Wojciech Ślączka, Aleksander Iskrzycki). W latach 20. działacz PSL „Piast”, a następnie funkcjonował z ramienia Bezpartyjnego Bloku Współpracy z Rządem. Był wieloletnim radnym miejskim w Sanoku: wybrany w 1907, w 1910, w 1912 w nowej radzie po przyłączeniu do Sanoka gminy Posada Sanocka. Był zastępcą burmistrza Feliksa Gieli, w tym przejął jego obowiązki podczas urlopu (wpierw sześciotygodniowego od lipca 1912), następnie aż do 1914 faktycznie pełnił jego obowiązki. Podczas sprawowania tego urzędu, w grudniu 1913 w związku z twierdzeniem Pawła Biedki, iż wypowiedź radnego Augusta Bezuchy na posiedzeniu rady miejskiej Sanoka nie zgadza się z prawdą, jego adwersarz wyzwał wiceburmistrza Biedkę na pojedynek, jednak on odmówił dania satysfakcji. W międzyczasie, w połowie 1913 z ramienia polskich demokratów kandydował w wyborach do Sejmu Krajowego Galicji X kadencji z III kurii w okręgu Sanok-Krosno (posłem został wybrany Alfred Zgórski). Po ustąpieniu Feliksa Gieli i ponad 2-letnim okresie rządów bez etatowego burmistrza rada miejska wybrała Biedkę na urząd burmistrza Sanoka 2 kwietnia 1914 i pozostawał nim do 1919. Po wybuchu I wojny światowej 26 września 1914 do miasta wkroczyły wojska rosyjskie, nakładając kontrybucje i żądając danin w płodach rolnych. W tym czasie burmistrz wyjechał do Austrii (od 2 września 1914 wraz z bliskimi przebywał w Wiedniu), a jego obowiązki pełnił komisarycznie jako burmistrz wojenny, Michał Słuszkiewicz (później został aresztowany). Później Rosjanie weszli do miasta ponownie w listopadzie i przebywali do maja 1915. Po ich opuszczeniu Sanok był okupowany przez Austriaków. Powróciwszy do Sanoka Biedka przejął obowiązki od Stanisława Niedzielskiego 1 lipca 1915. Po utworzeniu Naczelnego Komitetu Narodowego i utworzeniu go w Sanoku, został przewodniczącym Powiatowego Komitetu Narodowego w Sanoku. Po ogłoszeniu aktu 5 listopada z nadzieją przyjął zapowiedz utworzenia państwa polskiego.
Po proklamacji niepodległości Polski z 7 października 1918 przez Radę Regencyjną burmistrz Biedka wystąpił na nadzwyczajnym posiedzeniu Rady Miejskiej w Sanoku 10 dnia tego miesiąca, wyrażając hołd i wdzięczność Radzie Regencyjnej za wspomniany manifest. U kresu wojny w 1918 wraz z innymi osobistościami miejskimi (jako przewodniczący Wojciech Ślączka oraz m.in. Adam Pytel, Feliks Giela, Jan Rajchel, Karol Zaleski oraz wojskowi kpt. Antoni Kurka i kpt. Franciszek Stok) funkcjonował w ramach powołanego 20 października 1918 Komitetu Samoobrony Narodowej, który 31 października/1 listopada 1918, po rozmowach z komendantem wojskowej załogi c. i k. w Sanoku płk. Iwanem Maksymowiczem dokonał bez walk przejęcia władzy w Sanoku (mimo oporu tego oficera dokonano rozbrojenia stacjonującego wówczas w miejscowych koszarach – pochodzącego z ziemi czeskiej – 54 Pułku Piechoty). Pawłowi Biedce zostało przypisane powiedzenie pochodzące z czasu odzyskania przez Polskę niepodległości:

Coś to za radość widzieć Polskę zmartwychwstałą – zwłaszcza jeśli to gminę nic nie kosztowało

Lata jego urzędowania zostały pozytywnie ocenione. Jego kadencja trwała przez cały okres I wojny światowej i w tym czasie burmistrz angażował się w pomoc potrzebującym i ofiarom działań wojennych. W czasie pełnienia przez niego funkcji włodarza miasta następowała odbudowa miasta po zniszczeniach wojennych, zainstalowano uliczne oświetlenie gazowe, rozpoczęto pierwotnie prace nad budową Domu Żołnierza Polskiego.
21 sierpnia 1919 Paweł Biedka złożył prośbę o złożenie posady burmistrza (z powodu stanu zdrowia), a jego rezygnację rada miejska przyjęła 7 października 1919. Jego następcą został Marian Kawski, działający z urzędu wiceburmistrza. Biedka po ustąpieniu z urzędu burmistrza w 1919, nadal pracował w zarządzie miasta. W 1922 kandydował w wyborach do Sejmu RP I kadencji (1922–1927) w okręgu 48 z listy Polskiej Jedności Państwowej. Był radnym miejskim (od 1924, od 1928, asesor 1928) i funkcjonował w komisjach. Pełnił także funkcję asesora i ławnika. 6 maja 1922 został wybrany członkiem wydziału Izby Adwokatów w Przemyślu.
Był redaktorem merytorycznym „Tygodnika Ziemi Sanockiej”, prowadzonym przez środowisko narodowych demokratów.
Po zakończeniu I wojny światowej i odzyskaniu przez Polskę niepodległości został przyjęty do Wojska Polskiego i zweryfikowany w stopniu podporucznika rezerwy piechoty ze starszeństwem z 1 czerwca 1919. Był przydzielony do 4 Pułku Piechoty Legionów w garnizonie Kielce: w 1923 jako oficer rezerwowy, a w 1924 jako oficer pospolitego ruszenia.
Działał społecznie na wielu polach i organizacjach. Był członkiem Towarzystwa Upiększania Miasta Sanoka, w którym był członkiem komisji rewizyjnej od 18 marca 1905. Był członkiem sanockiego gniazda Polskiego Towarzystwa Gimnastycznego „Sokół”: lata 1906, 1912, 1920, 1921, 1922, 1924. W 1906 przyczynił się do zakupu placu pod budowę siedziby Polskiego Towarzystwa Gimnastycznego „Sokół” w Zagórzu. Jego nazwisko zostało umieszczone w drzewcu sztandaru TG Sokół w Sanoku, na jednym z 125 gwoździ upamiętniających członków. Należał także do Towarzystwa Szkoły Ludowej, Towarzystwa Polskiej Ochronki Dzieci Chrześcijańskich, od 1912/1913 do Towarzystwa Nauczycieli Szkół Wyższych. Pod koniec 1912 został wybrany członkiem wydziału „Towarzystwa Bursy”, sprawującego pieczę nad Bursą Jubileuszową im. Cesarza Franciszka Józefa w Sanoku. W 1929 był jednym z założycieli sanockiego koła Polskiego Towarzystwa Tatrzańskiego. Na przełomie 1918/1919 był jednym z założycieli Koła „Bieszczady” Polskiego Towarzystwa Łowieckiego w Sanoku.
Zmarł 2 maja 1930 w Sanoku. Został pochowany w grobowcu rodzinnym, wraz żoną (zm. 1935) i dziećmi, na cmentarzu przy ul. Rymanowskiej w Sanoku 5 maja 1930. Jego szwagrem i przyjacielem był Roman Krogulski, także absolwent rzeszowskiego gimnazjum, również adwokat oraz prezydent Rzeszowa.

## Publikacje
- Kolej Brzozów–Rymanów. Sanok: 1910. Brak numerów stron w książce (także w: „Tygodnik Ziemi Sanockiej” Nr 6-20 / 1910)[87][88]
- Koleje Polityczne, czyli kolej Brzozów–Krosno. Sanok: 1913. Brak numerów stron w książce (także w: „Tygodnik Ziemi Sanockiej” Nr 16-19/1913)[89]